# ROCKS (甲斐バンドのアルバム)
『ROCKS』（ロックス）は、2013年1月9日にリリースされた甲斐バンド2作目のセルフ・カバー・アルバム。

## 概要
2012年11月21日発売の12年ぶりのシングル「安奈-2012-」のリリースを皮切りに始動する、デビュー40周年イヤーイブの一環として1996年の期間限定再結成時発表のセルフリメイク盤『Big Night』以来、約16年ぶり・2枚目のセルフカバーアルバム。発売日のオリコンデイリーチャートは第10位。
本作発表を記念して1月7日、東京・渋谷区の代官山蔦屋書店でインストアライブが行われた。甲斐バンドとしてのインストアイベントは2001年以来であり、抽選で約100人のファンが参加。1月12日からは7カ所8公演の日程でコンサートツアー『甲斐バンド「ROCKS｣ツアー2013』が行われ、2009年のデビュー35周年再結成以来、久々に甲斐バンドが本格再始動した。
選曲は初期から中期の楽曲が主となっており、アレンジはこれまでのライブで演奏されたものに近いサウンドとなっている。レコーディングは、都内でも最も大きなスタジオを2日間貸し切って一発録りで行われた。
初回限定盤には、本作収録曲の伝説のライブ映像がダイジェスト編集で収録されたスペシャルDVD付き。

## 収録曲
1. ポップコーンをほおばって
2. 東京の一夜
3. 翼あるもの
4. HERO（ヒーローになる時、それは今）
5. きんぽうげ
6. 漂泊者（アウトロー）
7. ダニーボーイに耳をふさいで
8. 安奈-2012-
9. 裏切りの街角
10. 氷のくちびる
11. テレフォン・ノイローゼ

## 収録曲（初回限定盤DVD）
1. ポップコーンをほおばって／From '82 日本武道館
2. 東京の一夜／From '83 THE BIG GIG
3. 翼あるもの／From '81 花園ラグビー場
4. HERO（ヒーローになる時、それは今）／From '82,'86 日本武道館[1]
5. きんぽうげ／From HERE WE COME THE 4 SOUNDS
6. 漂泊者（アウトロー）／From '82 日本武道館
7. ダニーボーイに耳をふさいで／From 愛のろくでなしツアー2011
8. 安奈／From '80 日本武道館
9. 裏切りの街角／From HERE WE COME THE 4 SOUNDS
10. 氷のくちびる／From '82 日本武道館
11. テレフォン・ノイローゼ／From '09 日本武道館